# Fundação Theocharákis
A Fundação Theocharákis (em grego:  Ίδρυμα Θεοχαράκη) é uma fundação sem fins lucrativos com sede em Atenas, na Grécia.

## História
A fundação está sediada em Atenas, na Grécia, e foi fundada em 2004 por Vassílis e Marína Theocharákis. Foi oficialmente inaugurado em 5 de dezembro de 2007 com uma exposição retrospetiva de obras do pintor grego Spýros Papaloukás · .
O objetivo da fundação é promover a música e as artes visuais, com ênfase na arte moderna, nos artistas gregos e nas parcerias com organizações semelhantes na Grécia e no estrangeiro.
As actividades da Fundação Theocharákis incluem exposições, concertos, visitas guiadas, debates e palestras sobre música e artes visuais. Ao longo da sua existência, organizou exposições temáticas e retrospectivas sobre personalidades do mundo da literatura e da arte e colaborou com museus e colecções na Grécia e no estrangeiro. É dada especial atenção à educação e à familiarização dos jovens com as artes, a educação estética e os museus. As colecções da fundação incluem uma série de obras do pintor grego Spýros Papaloukás, doadas em 2006 pela filha do artista, Mína Papaloukás · .
A fundação está instalada num edifício privado dos anos 20, concebido pelo arquiteto grego Vassílios Tsagrís e conhecido como Palácio Réntis · . O edifício tem salas para eventos e programas educativos para todas as idades, uma área de restauração e é também acessível a pessoas com mobilidade reduzida.

## Galeria

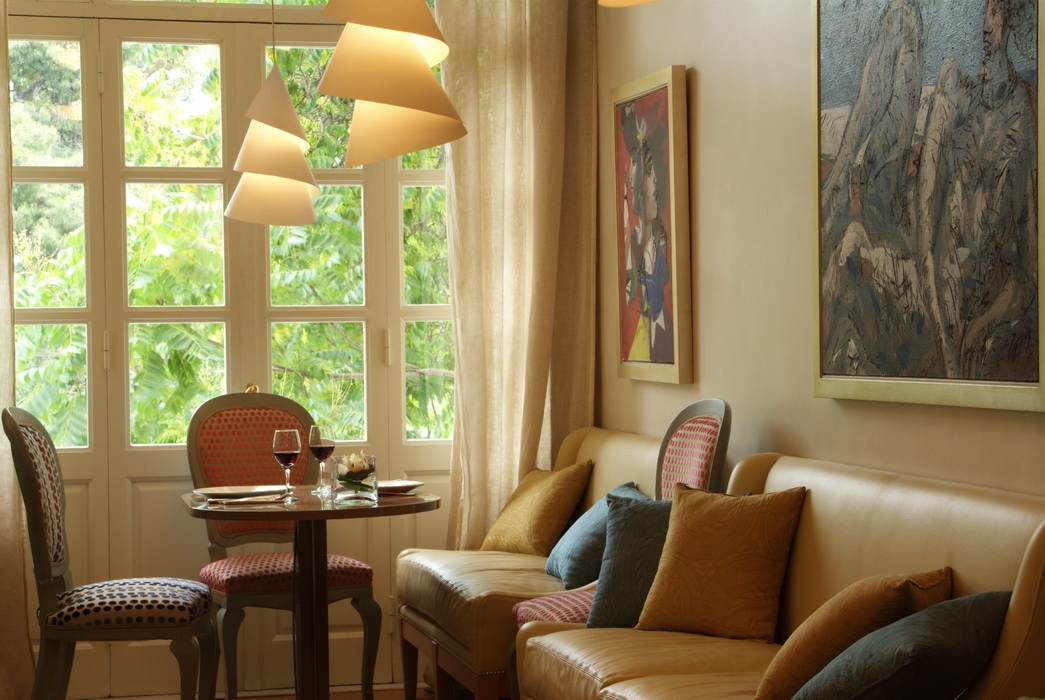
Vista interior da sede da fundação.
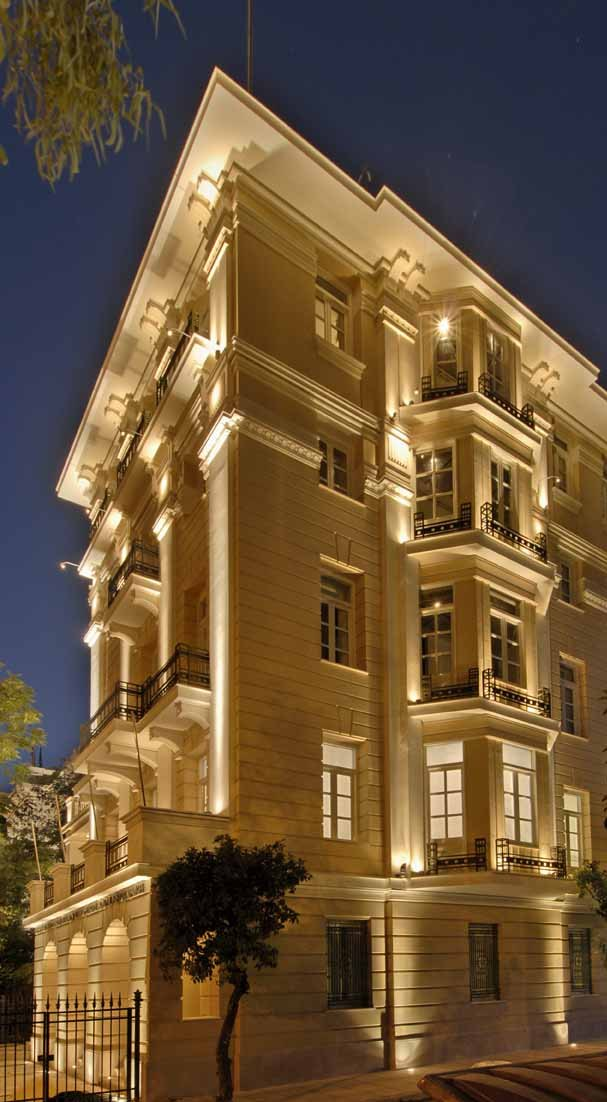
Vista nocturna da sede da fundação.
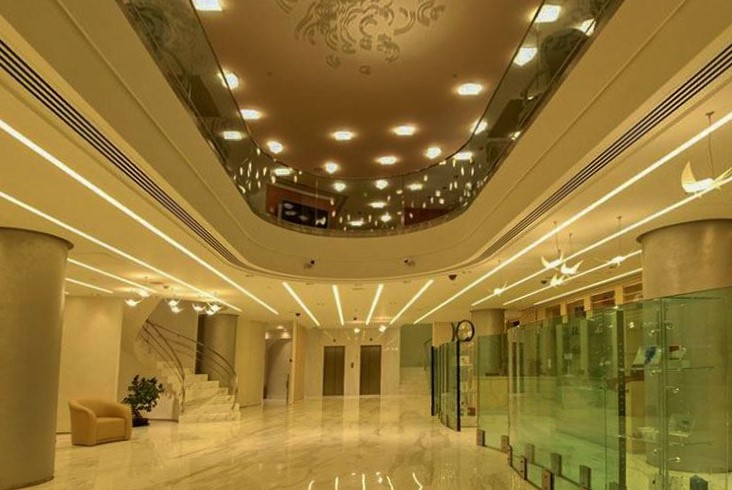
Vista do hall de entrada da sede da fundação.
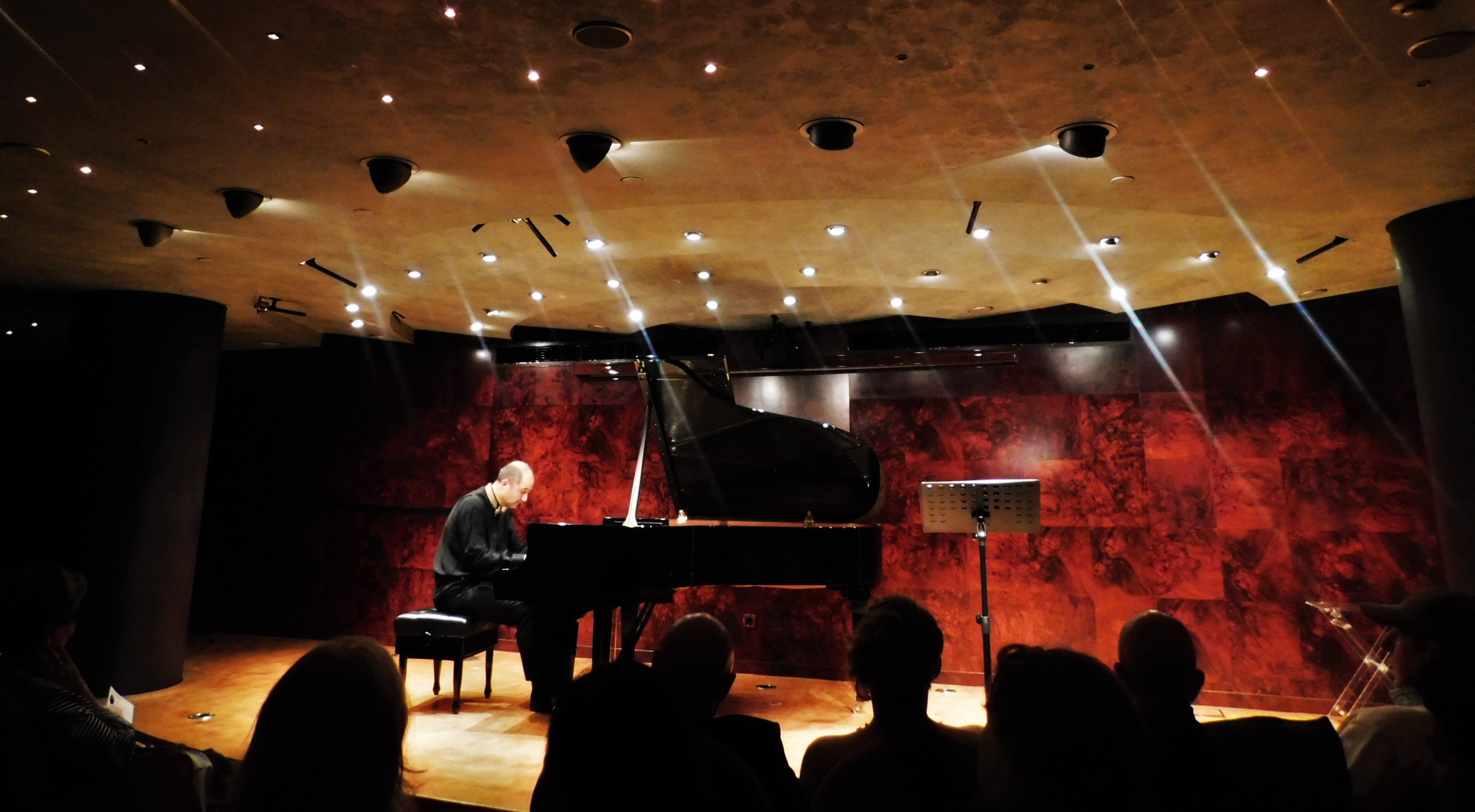
Noite musical na sede da fundação.

## Apêndices

### Artigos relacionados
- Palácio Réntis